# Корсаков, Николай Иванович
Николай Иванович Корсаков (14 апреля 1749 — 24 августа 1788) — военный инженер, главный строитель крепости и города Херсон.

## Биография
Родился в небогатой семье секунд-майора Ивана Герасимовича Корсакова-меньшого (ум. 1770) — представителя новгородской ветви дворянского рода Корсаковых, мать — Анна Петровна Трубникова (ум. 1803).
В 1774—1777 годах изучал строительство каналов в Англии, учился в Оксфорде и Эдинбурге.

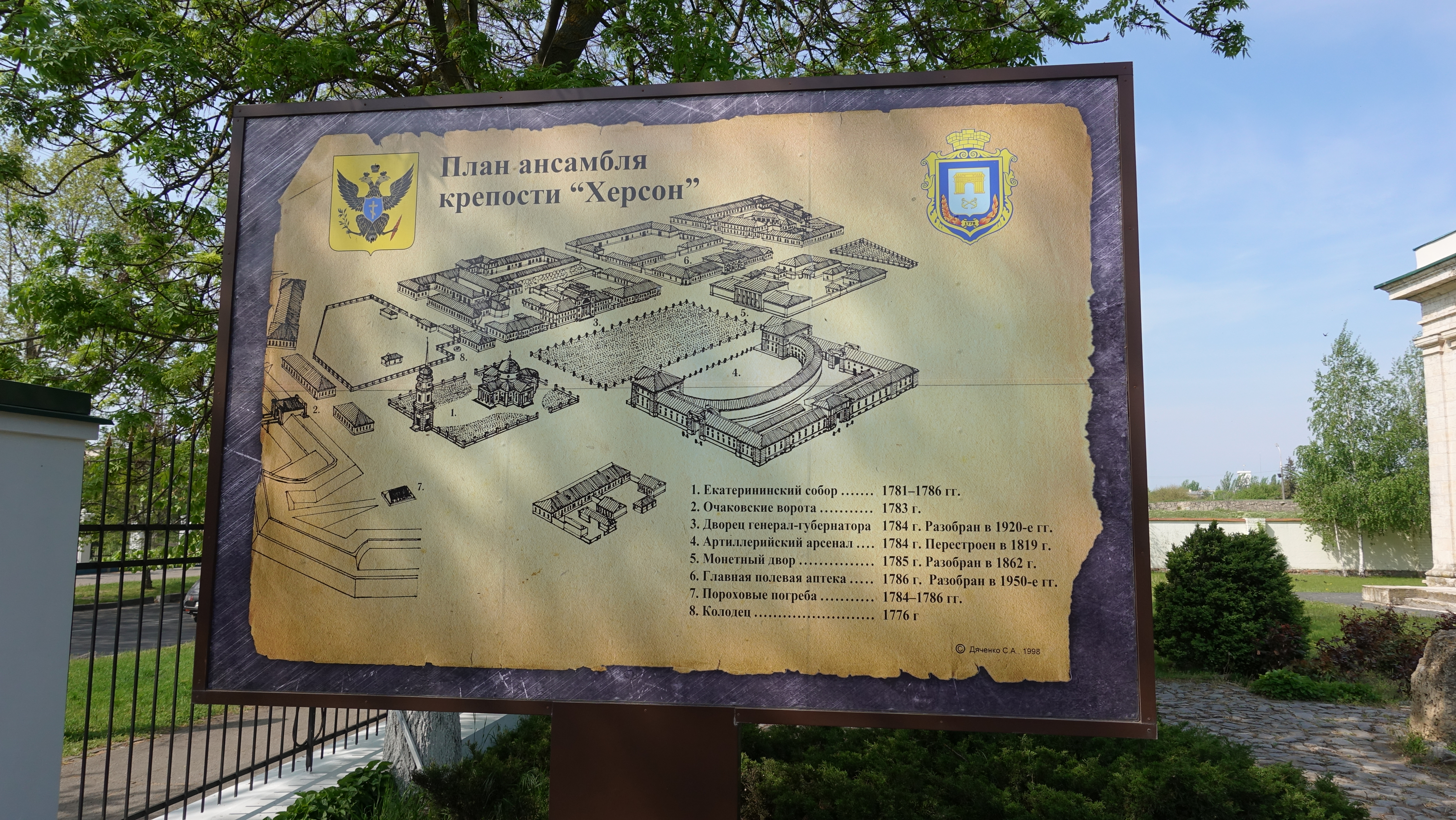
План ансамбля крепости «Херсон»

С 1784 ему было поручено руководить строительством города и крепости Херсон. При нем шире развернулись работы в крепости. Были укреплены оборонительные линии, построен арсенал, госпиталь, пороховой погреб, двухэтажное здание аптеки и другие здания.
В Херсоне строился будущий Черноморский флот Российской Империи. 16 сентября 1783 года был спущен на воду первенец Черноморского флота 66-пушечный линейный корабль «Слава Екатерины» 49 м длиной, 13 м шириной, осадки 5,8 м (таких кораблей на верфи построили 8) и 50-пушечный фрегат «Георгий Победоносец». Корабли построенные в Херсоне участвовали в осаде Очакова. В 1785 году Корсаков участвовал в реконструкции Кинбурнской крепости.
Побывав в Херсоне Г. А. Потёмкин был крайне удовлетворён виденным: «— Молодец Корсаков. Этот не Ганнибал или Гакс. Денег просит мало, а результат налицо. Жаль отрывать его от Херсона, но сегодня в Севастополе он нужней».
В 1786 году Корсаков участвовал в подготовке документов по плану застройки Севастополя.
В 1787—1788 годах участвовал в русско-турецкой войне 1787—1791, служил в эскадре Карла Нассау, за героизм, проявленный в сражении с турецким флотом на Днепровском лимане, он был награждён орденом Святого Георгия 4-й степени.
В 1788 был призван в ставку Александра Суворова на возведение осадных батарей для взятия Очакова. На случай вылазки турок из крепости с целью уничтожения орудий Николай Корсаков приказал опоясать батареи глубоким рвом. Утром 24 августа 1788 года инженер-полковник вышел на ежедневный осмотр производимых работ. Обходя одну из карронад (тяжёлое орудие), Корсаков оступился и, кувыркаясь, полетел в ров. Спустившиеся на дно офицеры и солдаты застали его лежащим лицом вниз, а из спины на одну треть клинка торчала его собственная шпага. Не приходя в сознание, Корсаков скончался на месте из-за большой потери крови. Его смерть потрясла Суворова. «Отечество теряет в нём человека редкого», — произнёс, перекрестившись, скупой на похвалу генерал-аншеф.
Похоронен на военном некрополе в ограде Свято-Екатерининского собора в Херсоне. На скромном надгробии инженера-полковника у южной приалтарной стены собора написано:
«Здесь друг Отечества почтенный муж Корсаков
К жаленью сынов России погребен.
Он строил город сей и осаждал Очаков,
Где бодрый его дух от тела отлучен.

Инженер Господин Полковник и орденов Святого Великомученика и Победоносца Георгия и Святого Равноапостольного князя Владимира кавалер Николай Иванович скончался в 1788 году Августа 24 дня»
.

## Семья
Жена — Анна Семёновна Мордвинова (7.11.1765 - 1.01.1849), дочь адмирала Семёна Ивановича Мордвинова. Их сын Семён Николаевич Корсаков — изобретатель механических устройств, «интеллектуальных машин» для информационного поиска и классификации, пионер применения перфорированных карт в информатике, известный также своими работами по гомеопатии.